# Duttaphrynus noellerti
Duttaphrynus noellerti är en groddjursart som först beskrevs av Kelum Manamendra-Arachchi och Rohan Pethiyagoda 1998.  Duttaphrynus noellerti ingår i släktet Duttaphrynus och familjen paddor. IUCN kategoriserar arten globalt som starkt hotad. Inga underarter finns listade i Catalogue of Life.